# UCI ProTour 2005
De UCI ProTour 2005 was de eerste editie van de UCI ProTour waarin alle belangrijke klassiekers en rittenkoersen gebundeld werden. Het was de opvolger van de wereldbeker.
Er stonden 27 koersen op het programma namelijk de drie grote rondes, tien kleinere etappekoersen, dertien klassiekers en een ploegentijdrit. Twintig ploegen maakten deel uit van de ProTour en waren derhalve voor alle koersen startgerechtigd.

## Wedstrijden
*Deelname aan het wereldkampioenschap geschiedt in landenteams, daarom zijn de ProTour-regels voor deelname niet van kracht. Er kunnen echter wel punten voor het ProTour-klassement mee verdiend worden.

## ProTour-ploegen 2005
De afkortingen voor de ploegen worden onder meer gebruikt in wedstrijduitslagen.
De meeste ploegen hebben allemaal een licentie tot 2008 gekregen, onder bepaalde voorwaarden. Per 2006 loopt alleen de licentie van Fassa Bortolo af. Ook hebben alle ploegen een dopingcharter moeten ondertekenen, waarin staat dat op doping betrapte renners worden ontslagen en geen plaats meer kunnen krijgen in een ander ProTour-team. Overigens zijn de licenties niet verleend aan de sponsoren, maar aan de stichtingen achter de ploegen. Het is dus zeer goed mogelijk dat ploegen gedurende hun licentie van sponsor en dus van naam veranderen.

### Phonak
Het Zwitserse team Phonak was aanvankelijk niet toegelaten tot de ProTour, vanwege dopingaffaires rond haar renners Tyler Hamilton, Oscar Camenzind en Santiago Pérez, die op dat moment overigens al waren ontslagen. Het team ging echter in beroep bij het Internationaal sporttribunaal in Lausanne, dat besloot dat dit geen goede grond was om het team niet toe te laten. De UCI legde zich bij deze uitspraak neer.